# Зак Ефрон
Захарі Давід Александер «Зак» Ефрон (англ. Zachary David Alexander «Zac» Efron, нар. 18 жовтня 1987, Сан-Луїс-Обіспо, Каліфорнія) — американський актор та співак.

## Біографія
У ранньому дитинстві переїхав з сім'єю в Арройо Гранд, Каліфорнія. Батько — Девід Ефрон, інженер на електростанції, мати — Старла Баскет була секретарем. Зростав разом з молодшим братом Діланом.
Коли Заку було одинадцять років, його батько порадив йому спробувати себе на театральному терені. Надалі Ефрон з'являвся в театральних постановках своєї школи, працював в театрі «Великої американської мелодрами і водевіля» і почав брати уроки співу. Брав участь в таких постановках як «Циганка», «Пітер Пен», «Маленький магазинчик жахів», «Чоловік музики» та інші.
Вчитель драми Робін Мечик порекомендувала Зака агентові з Лос-Анджелеса. Пізніше Зак підписав контракт з «Creative Artists Agency». У 2002 році отримав невелику роль в серіалі «Світляк» — це була дебютна роль Зака Ефрона у кіно. У цей же період були епізодичні ролі в таких серіалах як «Захисник» і «Швидка допомога». У 2004 році отримав невелику роль в серіалі «Вічне літо», проте вже після зйомок роль Зака була розширена і стала однією з провідних.
Після закінчення школи в Арройо Гранді поступив в Університет Південної Каліфорнії, поєднуючи кар'єру і навчання. У 2006 році Ефрон знявся в «Шкільному мюзиклі», який, вийшовши в 2006 році і обійшовши майже весь світ, завоював величезну любов публіки. У 2007 році виходять відразу два фільми за участю Зака «Лак для волосся» і «Шкільний мюзикл: Канікули». Успіх супроводив і другу частину «Шкільного мюзиклу», тому немає нічого дивного, що в 2008 році вийшла третя картина — "Шкільний мюзикл: Випускний».
2012 року зіграв роль другого плану в успішному фільмі «Гуманітарні науки», а також знявся у двох драмах («За будь-яку ціну», «Щасливчик»). Обидва фільми отримали неоднозначні відгуки критиків.
2017 року зіграв роль другого плану в двох біографічних фільмах («Горе-творець» і «Найвеличніший шоумен»). Обидва були номіновані на премію «Золотий глобус» за найкращий фільм – комедія або мюзикл.

## Фільмографія

### Кіно
| Рік  | Назва                                 | Роль                         | Примітка            |
| ---- | ------------------------------------- | ---------------------------- | ------------------- |
| 2003 | Світ Мелінди                          | Стюарт Уоссер                |                     |
| 2005 | Жеребець Дербі                        | Патрік Маккардл              |                     |
| 2007 | Лак для волосся                       | Лінк Ларкін                  |                     |
| 2008 | Шкільний мюзикл: Випускний            | Трой Болтон                  |                     |
| 2008 | Я та Орсон Веллс                      | Річард Семюелс               |                     |
| 2009 | 17 знову (Татові знову 17)            | Майк О'Доннелл (підліток)    |                     |
| 2010 | Чарлі Сент-Клауд: Подвійна реальність | Чарлі Сент-Клауд             |                     |
| 2011 | Старий Новий рік                      | Пол                          |                     |
| 2012 | За будь-яку ціну                      | Дін Уіппл                    |                     |
| 2012 | Гуманітарні науки                     | Нет                          |                     |
| 2012 | Лоракс                                | Тед Уіггінс                  | Озвучка             |
| 2012 | Щасливчик                             | Логан Тібо                   |                     |
| 2012 | Газетяр                               | Джек Янсен                   |                     |
| 2013 | Паркленд                              | Чарльз Джеймс «Джім» Карріко |                     |
| 2014 | Сусіди                                | Тедді Сандерс                |                     |
| 2014 | Ця незручна мить                      | Джейсон                      | виконавчий продюсер |
| 2015 | 128 ударів серця                      | Коул Картер                  |                     |
| 2016 | Хтивий дідусь                         | Джейсон Келлі                |                     |
| 2016 | Весільний погром                      | Дейв Стангл                  |                     |
| 2016 | Сусіди 2                              | Тедді Сандерс                |                     |
| 2017 | Рятувальники Малібу                   | Метт Броді                   |                     |
| 2017 | Горе-творець                          | Ден Джейнджігіан / Кріс-Р    |                     |
| 2017 | Найвеличніший шоумен                  | Філіп Керлайл                |                     |
| 2019 | Пустопляс                             | Флікер                       |                     |
| 2019 | Гарний, поганий, злий                 | Тед Банді                    | виконавчий продюсер |
| 2020 | Скубі-Ду                              | Фред                         | Озвучка             |
| 2022 | Золото                                | Вергілій                     |                     |
| 2022 | Та, що породжує вогонь                | Енді Макґі                   |                     |
| 2022 | Пиво зі смаком дружби                 | Джон «Чікі» Донох'ю          |                     |
| 2023 | Залізний кіготь                       | Кевін Фон Еріх               |                     |
| 2024 | Рікі Стенікі                          | Дін                          |                     |
| 2024 | Сімейна справа                        | Кріс Коул                    |                     |

### Телебачення
| Рік       | Назва                              | Роль                     | Примітка                            |
| --------- | ---------------------------------- | ------------------------ | ----------------------------------- |
| 2002      | Світляк                            | Молодий Саймон Тем       | Серія: «Безпечний»                  |
| 2003      | Великий Широкий Світ Карла Леймка  | Піт Леймк                | Телефільм                           |
| 2003      | Швидка допомога                    | Боббі Невілл             | 10-й сезон 3-я серія «Дорога Еббі»  |
| 2004      | Чудо-біг                           | Стівен Морган            | Телефільм                           |
| 2004      | Потрійна гра                       | Гаррі Фуллер             | Телефільм                           |
| 2004—2005 | Вічне літо                         | Кемерон Бейл             | Знімався у 16 серіях                |
| 2005      | C.S.I.: Місце злочину Маямі        | Сет Доусон               | Серія: «Секс та податки»            |
| 2006      | Пограбування                       | Курьер                   | Серія: «Пілотна»                    |
| 2006      | Шкільний мюзикл                    | Трой Болтон              | Телефільм                           |
| 2006      | Живи ти тут, ти був би зараз вдома | Коді                     | Телефільм                           |
| 2006      | NCIS: Полювання на вбивць          | Даніель Остін            | Серія: «Обман»                      |
| 2006      | На змінну                          | Дейві Ханкерхофф (голос) | Серія: «Дейві Ханкерхофф»           |
| 2006      | Все тіп-топ, або життя Зака і Коді | Тревор                   | Серія: «Непарні пари»               |
| 2007      | Шкільний мюзикл: Канікули          | Трой Болтон              | Телефільм                           |
| 2009      | Антураж                            | Грає себе                | Серія: «Документи безпеки»          |
| 2009—2016 | Робоцип                            | Різні ролі (голос)       | 5 серій                             |
| 2020—2022 | Ближче до Землі з Заком Ефроном    | Грає себе                | 16 серій; також виконавчий продюсер |

### Музичне відео
| Рік  | Назва         | Виконавець      | Дж. |
| ---- | ------------- | --------------- | --- |
| 2005 | «Sick Inside» | Гоуп Партлоу    |     |
| 2007 | «Say OK»      | Ванесса Гадженс |     |